# بولس سلامة
بولس سلامة هو شاعر غنائي وكاتب أغاني لبناني. 

## حياته
ولد سنة 1902 م في بتدين اللقش قضاء جزين ـ لبنان، ودرس في عدة مدارس، وبعد ذلك درس الحقوق في الجامعة اليسوعية ثم عمل قاضياً فترة من حياته. أُصيب بمرض أقعده الفراش قرابة أربعين عاماً أُجريت له خلالها أكثر من عشرين عملية جراحية، وتوفي عام 1979.
ولد الشاعر في بتدين اللقش قضاء جزين جنوب لبنان سنة 1902 ودرس في عدة مدارس، وبعد ذلك درس الحقوق في الجامعة اليسوعية ثم عمل قاضياً فترة من حياته. أُصيب بمرض أقعده الفراش قرابة أربعين عاماً أُجريت له خلالها أكثر من عشرين عملية جراحية، وتوفي عام 1979

## مسيرته
يعد الشاعر اللبناني بولس سلامة من أشهر الشعراء الذين وقفوا جزءاً مهماً من شعرهم على ذكر أهل البيت عليهم السلام، فتنوعت قصائده فيهم متضمنة عدة أبواب من الشعر من مديح ورثاء وغيرهما. ومعظم هذه القصائد تضمنها ديوانه «عيد الغدير» الذي اصطلح النقاد والباحثون على إطلاق اسم الملحمة عليه.
وإذا كان العنوان يوحي باقتصار الملحمة على حديث الغدير فالأمر ليس كذلك «فليس حديث الغدير (سوى فصل من هذا الكتاب الذي مداره) أهل البيت (في أهم ما يتصل بهم من الجاهلية إلى ختام مأساة كربلاء»- عيد الغدير ص 8) ولما عزم الشاعر على نظم هذه الملحمة إنصرف إلى درس المراجع التاريخية، ويقول أنه قلما اعتمد مؤرخي الشيعة بل الثقات من مؤرخي السنّة قطعاً للظن والشبهات، مع تقيده بالتاريخ جهد الاستطاعة.
ويضيف أنه لزمه ستة أشهر لتأليف هذا الكتاب منها ثلاثة لدرس الموضوع وهذه الملحمة منظومة في أكثر من ثلاثة آلاف بيت من البحر الخفيف موزعة على سبعة وأربعين فصلاً أو قصيدة، يبدأها الشاعر بقصيدة عنوانها «الصلاة» يشير فيها إلى معاناته من المرض ومنتهياً بمديح الإمام علي فيقول:

## أعماله
1. عيد الرياض (ملحمة)
2. عيد الغدير (ملحمة إسلامية)، تناول فيها سيرة أهل البيت (عليهم السلام) في أهم ما يتصل بهم واختتمها بمأساة كربلاء، وقد انتج هذه الملحمة على فراش الالم كما يُذكر، وذلك باقتراح من الحجة السيد عبد الحسين شرف الدين.
3. من شرفتي
4. خبز وملح
5. تحت السنديانة
6. ليالي الفندق
7. مع المسيح
8. حديث العشية
9. الصرع في الوجود
10. حكاية عمر
11. عيد الستين
12. الأمير بشير
13. مذكرات جريح
14. فلسطين واخواتها
15. علي والحسين